# Orlando Johnson
Pour les articles homonymes, voir Johnson.
Orlando Johnson, né le 11 mars 1989, à Monterey, en Californie, est un joueur américain de basket-ball. Il évolue au poste d'arrière.

## Carrière junior
Orlando Johnson commence le basket à Palma High School à Salinas en Californie. En 2007, il rejoint les Lions de Loyola Marymount avec qui il dispute la saison 2007-2008. À l'issue de la saison, il est transféré à l'université de Santa Barbara où il évolue avec les Gauchos de l'UC Santa Barbara où il joue de 2009 à 2012.
En mars 2010, il est nommé Big West player of the year et dans la First Team All-Big West. Il sera dans la First Team All-Big West à trois reprises entre 2009 et 2012.
En avril 2011, il annonce sa candidature à la future draft NBA mais au mois de mai, il retire sa candidature et reste avec son université.
Avant le début de sa saison senior, Johnson a été nommé dans les listes pré-saison pour le Wooden Award, le Naismith Award et le Lowe Senior CLASS Award.

## Carrière professionnelle
Orlando Johnson lors de la Draft NBA 2012 en 36e position par les Kings de Sacramento. Il est immédiatement envoyé chez les Pacers de l'Indiana contre de l'argent.

### Les débuts en NBA (2012-2014)
Le 12 juillet 2012, Orlando Johnson signe un contrat sur plusieurs années avec la franchise de l'Indiana. Durant l'été 2012, il participe à la NBA Summer League avec les Pacers. Le 23 mars 2013, il inscrit son record de point de la saison avec 15 points face aux Hawks d'Atlanta. Durant son année de rookie, il est assigné à plusieurs reprises avec l'équipe de D-League affiliée au Pacers : les Mad Ants de Fort Wayne,,. Il participe aux Play-offs NBA.
Durant l'été 2013, il participe à nouveau à la Summer League avec les Pacers. Il commence la saison NBA 2013-2014 avec les Pacers avec d'être envoyé le 6 février 2014 avec les Mad Ants. Il est rappelé avec les Pacers le 13 février. Le 20 février 2014, il est coupé par les Pacers.
Le 26 février 2014, il signe un contrat de 10 jours avec les Kings de Sacramento. Le 8 mars, il signe un deuxième contrat de 10 jours avec les Kings. Le 18 mars, les Kings ne lui propose pas de contrat pour le reste de la saison et le libère.

### Départ pour l'Europe (2014)
Le 14 août 2014, Orlando Johnson s'engage pour 1 an avec le Laboral Kutxa Vitoria en Espagne. Le 28 octobre, il est coupé par l'équipe espagnole après seulement six apparitions en match.

### Retour en D-League (2014-2016)
Le 3 décembre 2014, il s'engage avec les Spurs d'Austin pour la saison 2014-2015 de D-League. Durant l'intersaison, il s'engage le 29 avril 2015 avec le Barangay Ginebra San Miguel dans le championnat philippin.
Le 30 octobre 2015, il retourne avec les Spurs d'Austin. Le 29 juin 2016, il participe au All-Star Game de D-League avec l'équipe de l'Ouest.

### Retour en NBA (2016)
Le 5 février 2016, il signe un contrat de 10 jours avec les Suns de Phoenix. Il fait ses débuts avec les Suns quelques jours plus tard face aux Jazz de l'Utah et inscrit 7 points, prend un rebond et une interception en 19 minutes de jeu.
Le 15 février, il n'est pas resigné par les Suns et retourne avec les Spurs d'Austin où il participe 5 jours plus tard à la victoire des siens face aux Blue d'Oklahoma City en jouant 43 minutes pour 17 points, 8 rebonds, 6 passes décisives et 3 interceptions.
Le 6 mars 2016, il signe un contrat de 10 jours avec les Pelicans de la Nouvelle-Orléans afin de compenser les nombreuses absences dans la franchise. Le soir de sa signature, il fait ses débuts face aux Hornets de Charlotte avec 5 points et 3 rebonds en 20 minutes de jeu. Le 20 mars, les Pelicans ne renouvelle pas son contrat et il retourne finir la saison avec les Spurs d'Austin.

### Départ des États-Unis (depuis 2016)
En juillet 2016, il quitte les États-Unis pour la Chine en s'engageant avec les Guangxi Rhinos. Il joue six matches avec une moyenne par match de 36,5 points, 7,5 rebonds, 4,8 passes décisives et 1,2 interception, aidant son équipe à aller jusqu'en demi-finale du championnat chinois de deuxième division.
Le 8 septembre 2016, il signe avec les Bucks de Milwaukee. Il est coupé le 22 octobre juste avant le début de la saison. Le 1er novembre 2016, il signe un contrat de trois mois avec l'UNICS Kazan en VTB United League. En février 2017, son contrat se termine et il quitte le club russe après avoir compilé 7,6 points et 2,2 assists par match en Euroleague durant sa pige. Le 3 mars 2017, il retourne une troisième fois avec les Spurs d'Austin. Le 8 avril 2017, il rejoint le Riyadi Club Beyrouth dans le championnat libanais.
Le 8 septembre 2018, il s'engage avec le KK Igokea dans le championnat bosnien. Le 6 octobre 2018, il est coupé par l'équipe en raison d'une blessure au genou contracté la saison précédente et dont il ne s'est pas complètement remis. Le 3 janvier 2019, il rejoint Taïwan et le club de Taoyuan Pauian Archiland.
Le 19 août 2019, il retourne en VTB United League avec le BK Avtodor Saratov.
Le 16 novembre 2020, il s'engage en Australie avec les Brisbane Bullets. Le 17 mars 2021, il est coupé par les Bullets.
Le 30 décembre 2021, il s'engage avec les San Miguel Beermen dans le championnat des Philippines. Fin février 2022, il quitte San Miguel, remplacé dans le roster par Shabazz Muhammad. 
En juin 2022, il s'engage en République dominicaine avec l'équipe des Metros de Santiago. En décembre 2022, il rejoint l'Uruguay et le Club Atlético Aguada.

## Clubs successifs
- 2007-2008 :  Lions de Loyola Marymount (NCAA)
- 2009-2012 :  Gauchos de l'UC Santa Barbara (NCAA)
- 2012-2014 :  Pacers de l'Indiana (NBA)
- 2012-2014 :  Mad Ants de Fort Wayne (D-League)
- 2014 :  Kings de Sacramento (NBA)
- 2014 :  Laboral Kutxa Vitoria (Liga ACB)
- 2014-2015 :  Spurs d'Austin (D-League)
- 2015 :  Barangay Ginebra San Miguel (PBA)
- 2015-2016 :  Spurs d'Austin (D-League)
- 2016 :  Suns de Phoenix (NBA)
- 2016 :  Pelicans de la Nouvelle-Orléans (NBA)
- 2016 :  Guangxi Rhinos (NBL)
- 2016-2017 :  UNICS Kazan (VTB United League)
- 2017 :  Spurs d'Austin (D-League)
- 2017 :  Riyadi Club Beyrouth (FLB League)
- 2018 :  KK Igokea (Super Liga)
- 2019 :  Taoyuan Pauian Archiland (SBL)
- 2019-2020 :  BK Avtodor Saratov (VTB United League)
- 2020-2021 :  Brisbane Bullets (NBL)
- 2022 :  San Miguel Beermen (PBA)
- 2022 :  Metros de Santiago
- 2022- :  Club Atlético Aguada

## Palmarès
- 2013 : Champion de la Division Centrale avec les Pacers de l'Indiana.

## Statistiques

### En NBA

#### En saison régulière
| Saison    | Équipe           | Matchs | Titul. | Min./m | %Tir | %3pts | %LF  | Rbds/m. | Pass/m. | Int/m. | Ctr/m. | Pts/m. |
| --------- | ---------------- | ------ | ------ | ------ | ---- | ----- | ---- | ------- | ------- | ------ | ------ | ------ |
| 2012-2013 | Indiana          | 51     | 0      | 12.1   | .400 | .383  | .719 | 2.2     | 0.9     | .2     | .2     | 4.0    |
| 2013-2014 | Indiana          | 38     | 0      | 9.0    | .344 | .195  | .773 | 1.3     | .4      | .2     | .0     | 2.4    |
| 2013-2014 | Sacramento       | 7      | 0      | 7.1    | .176 | .167  | .500 | .6      | .6      | .0     | .1     | 1.3    |
| 2015-2016 | Phoenix          | 2      | 0      | 23.5   | .294 | .200  | .833 | 4.5     | .0      | 1.0    | 1.5    | 8.0    |
| 2015-2016 | Nouvelle-Orléans | 5      | 1      | 10.8   | .235 | .200  | .500 | 1.2     | .4      | .2     | .0     | 2.0    |
| Carrière  | Carrière         | 103    | 1      | 10.8   | .358 | .311  | .727 | 1.7     | 0.7     | .2     | .1     | 3.2    |

#### En play-offs
| Saison   | Équipe   | Matchs | Titul. | Min./m | %Tir | %3pts | %LF  | Rbds/m. | Pass/m. | Int/m. | Ctr/m. | Pts/m. |
| -------- | -------- | ------ | ------ | ------ | ---- | ----- | ---- | ------- | ------- | ------ | ------ | ------ |
| 2013     | Indiana  | 12     | 0      | 2.3    | .182 | .333  | .556 | 0.3     | .1      | .0     | .0     | 0.8    |
| Carrière | Carrière | 12     | 0      | 2.3    | .182 | .333  | .556 | 0.3     | .1      | .0     | .0     | 0.8    |